# Cratere Ulpu
Ulpu  è un cratere sulla superficie di Venere.